# Снова в СССР
«Снова в СССР» — студийный альбом Пола Маккартни, вышедший в 1988 году.

## Об альбоме
«Снова в СССР» записан в студии за два дня с сессионными музыкантами, и в 1988 году выпущен исключительно в СССР, чем был создан ажиотаж на релиз среди почитателей творчества Пола Маккартни на Западе. Сам Маккартни объяснял своё решение не продавать альбом в других странах тем, что хотел бы, чтобы советские почитатели его творчества оказались как бы в обратной ситуации тому, что имели до этого — то есть имели возможность купить официальный диск, в то время как фанаты на Западе ограничивались бы его переписыванием. Впрочем, в 1991 году альбом был переиздан по всему миру.
Альбом содержит песни 1950-х годов, любимые Полом в юности. Название диска повторяет название известной песни The Beatles «Back in the U.S.S.R.». Обложка оформлена Линдой Маккартни, релиз, выпущенный в СССР, содержал текст на русском языке, написанный Роем Карром из New Musical Express. За первый год было продано порядка 400 000 экземпляров альбома.
Всего было записано 22 песни, из них в первое русское издание вошло 11 композиций, во второе (декабрь 1988 года) — 13. В международном переиздании содержались 14 песен. Примечательно, что международное издание содержит ошибку в названии на обложке альбома — там напечатано «СНОВА Б СССР» и неточно указано имя исполнителя Paul McCartИЕЧ.
Переиздание достигло 63-го места в британском хит-параде и 109-го места в США.

## Издания
По контракту диск должен был содержать 13 песен, особым пунктом оговаривалось, что при оформлении конверта должны быть учтены пожелания автора (Пола Маккартни). Всесоюзное внешнеторговое объединение «Международная книга», международный посредник фирмы «Мелодия», предоставила мастер-плёнку с одиннадцатью песнями. По своей продолжительности время записи соответствовало ГОСТу, принятому в СССР. Пробный оттиск и дизайн конверта в соответствиями условий контракта были отправлены Полу Маккартни. Он их изучил и сделал несколько замечаний. И хотя Ленинградский завод уже начал печатать тираж, эти замечания не могли быть не учтены. Коррективы были внесены в оформление конверта (заменена аннотация), и, кроме того, были досланы записи ещё двух песен: «I'm Gonna Be a Wheel Someday» и «Summertime». Так появилось второе дополненное издание с тем же названием и с тем же каталожным номером, но содержащее 13 песен[уточнить].

## Список композиций
(указан автор и первый исполнитель, а если не оговорено, то автор и исполнитель совпадают)
1. Kansas City 4:02 (авторы Джерри Лейбер/Майк Столлер, исполнитель Литтл Ричард)
2. Twenty Flight Rock 3:03 (Эдди Кокран)
3. Lawdy Miss Clawdy 3:15 (Ллойд Прайс)
4. I’m In Love Again 2:57 (автор Ллойд Прайс, исполнитель Литтл Ричард) — бонус-трек на переиздании
5. Bring It On Home To Me 3:12 (Сэм Кук)
6. Lucille 3:11 (Литтл Ричард/Альберт Коллинз, исполнитель Литтл Ричард)
7. Don’t Get Round Much Anymore 2:48 (Дюк Эллингтон/Боб Расселл, исполнитель Дюк Эллингтон)
8. I’m Gonna Be A Wheel Someday 4:09 Фэтс Домино/Дэйв Бартоломью, исполнитель Фэтс Домино)
9. That’s Alright Mama 3:46 (Артур Крадап)
10. Summertime 4:55 (Джордж Гершвин) из оперы Порги и Бесс.
11. Ain’t That A Shame 3:40 (Фэтс Домино/Дэйв Бартоломью, исполнитель Фэтс Домино)
12. Crackin' Up 3:52 (Бо Диддли)
13. Just Because 3:33 (Боб Шелтон, Джо Шелтон, Сидни Робин)
14. Midnight Special 3:55 (народная, аранжировка Пола Маккартни) (по другим сведениям, написана Ледбелли)

## Участники записи
Наряду с Полом Маккартни (вокал, бас, гитара) в записи приняли участие:
- Майк Грин — гитара
- Майк Галлахер — клавишные
- Крис Уиттен — ударные
- Ник Гарвей — бас (7, 11, 12), бэк-вокал
- Генри Спинетти — ударные (7, 11, 12)

## Рейтинги
В 2014 году радиостанция «Серебряный дождь» включила альбом в перечень «50 культовых пластинок фирмы „Мелодия“».